# Ceropegia ringoetii
Ceropegia ringoetii är en oleanderväxtart som beskrevs av De Wild.. Ceropegia ringoetii ingår i släktet Ceropegia och familjen oleanderväxter. Inga underarter finns listade i Catalogue of Life.